# Бобрикский сельский совет (Белопольский район)
Бобрикский сельский совет (укр. Бобрицька сільська рада) — входит в состав
Белопольского района
Сумской области
Украины.
Административный центр сельского совета находится в 
с. Бобрик
.

## Населённые пункты совета
- с. Бобрик
- с. Песчаное
- с. Руда

## Ликвидированные населённые пункты совета
- с. Старозинов